# Copera imbricata
Copera imbricata är en trollsländeart som först beskrevs av Hagen in Selys 1863.  Copera imbricata ingår i släktet Copera och familjen flodflicksländor. Inga underarter finns listade i Catalogue of Life.